# الجيبة اللثوية والجيبة الداعمة للأسنان
.

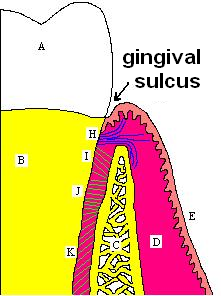
الجيبة اللثوية والجيبة الداعمة للسن : هي عبارة عن إمتداد من الأخدود اللثوي ، المتواجدة في حالة اللثة الصحية.
الأحرف :
A : تاج السن مغطى بالمينا
B : جذر السن مغطى بالملاط (طبقة متكلسة تغطي الجذر)
C: العظم المحيط بالسن
D: النسيج الداعم فوق النسيج الظاهري للثة
E: نسيج اللثة الظاهري بالجهة المقابلة للفم
H: الأليف اللثوية الرئيسية
I: الألياف العرفية
J: الألياف الأفقية
K: الألياف المائلة

الجيبة اللثوية والجيبة الداعمة للأسنان : كلاهما تتمتدان من التلم اللثوي (الأخدود اللثوي) والذي يتميز بوجوده في حالة اللثة الصحية. الجيبة اللثوية والجيبة الداعمة للأسنان كلاهما مصطلحان يدلان على وجود عمق غير طبيعي للتلم اللثوي بالقرب من نقطة ارتباط السن[ ؟ ] بالنسيج اللثوي.

## السطح الفاصل بين السن واللثة
السطح الفاصل بين السن واللثة المحيطة به هو عبارة عن سطح ديناميكي (متحرك). يكون النسيج اللثوي المحيط بالسن شقاً أو فجوة صغيرة معبأة بالسوائل، وهو المكان الذي تتجمع فيه بقايا حطام الطعام أو حتى الخلايا سواء أكانت داخلية المنشأ أو خارجية المنشأ، ومن الممكن أيضاً للسوائل الكيميائية أن تتراكم هناك.
يسمى هذا العمق بالتلم (يشبه خندقاً مصغّراً)، وهو في حالة تغيير مستمر نتيجة الغزو الميكروبي والاستجابة الدفاعية من الجسم ضد هذه الميكروبات.
يقع عند عمق هذا التلم ارتباط من الخلايا الظاهرية بعمق 1 مم تقريبا يسمى ارتباطاً ظاهرياً، ويوجد أيضاً 1 مم آخر يتكون من الألياف اللثوية، يكونان معاً 2 مم من العمق الطبيعي الموجود في الفم. هذا العمق يشكل الحد الفاصل بين النسيج الظاهري والسن المُحاط به.

## التلم اللثوي (الأخدود اللثوي)
العمق الطبيعي للتلم اللثوي هو 3 مم أو أقل من ذلك، وقد تم اعتماد هذا العمق الطبيعي بناءً على دراسات وأبحاث دُرست على حالات التنظيف الصحيح للأسنان باستخدام الفرشاة أو أدوات تنظيف أخرى للأسنان.
عندما يزيد هذا العمق عن العمق الطبيعي التنظيف والذي تم العناية به عناية بيتية غير كافية لتنظيفه يعمل ذلك على زيادة تراكم بقايا حطام الطعام والبكتريا ويؤدي إلى تكوين طبقة صفراء على الأسنان. وهذا يكون خطراً على الألياف التي تربط اللثة بالسن. إذا زادت هذه التراكمات ولم يتم تنظيفها أو التخلص منها فإن ذلك يؤدي إلى تلف الأنسجة الرخوة والألياف الرابطة التي تربط السن باللثة. وإذا لم يتم علاجها فإنها تزيد من عمق التلم، وانحسار اللثة، وتدمير الألياف اللثوية، وفجوات الأسنان مما يؤدي إلى تحرك الأسنان وعلى المدى الطويل خسارة الأسنان.

## الجيبة اللثوية
تظهر الجيبة اللثوية عندما يكون في اللثة الحرة انتفاخ نتيجة وجود تهيج بسبب الالتهابات المتكررة، والأمراض مزمنة أو نتيجة أدوية تضخيم اللثة. بغض النظر عن علم أسباب الأمراض، فعند حدوث تضخم في اللثة وتصبح أكبر من حجمها الطبيعي (بناء على قياسات ودراسات قبل الحالة المرضية) فإنه يمكن قراءتها وتحديد حالة الجيبة اللثوية. ومن الممكن إرجاع هذه الحالة إلى ما يسمى الجيب الكاذب.
ارتباط الأنسجة الظاهرية لا يغير مكانه بل يبقى كما هو ما قبل الحالة المرضية للجيبة اللثوية. الشيء الوحيد الذي من الممكن ملاحظته هو أن اتجاه اللثة يصبح بإتجاه الجذر (من الممكن القول انحسار اللثة للأسفل).
في حالة الجيبة اللثوية لا يوجد تدمير للألياف اللثوية أو العظام التي تحيط بالأسنان. هذه الحالة من الممكن ملاحظتها مبكراً وعلاجها بالكامل دون اللجوء إلى عمليات جراحية. لكن في بعض الحالات فإن استئصال جزء من اللثة ضروري لتقليل العمق ليعود إلى وضعه الطبيعي من 1-3 مم.

## جيبة دواعم السن

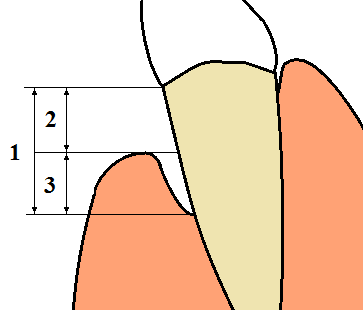
1 : تمثل النقصان الكلي لالتصاق اللثة
2 : هي عبارة عن مجموع انحسار اللثة
3 : العمق السليم

عندما يزيد عمق الأخدود الطبيعي ويحدث انحسار لارتباط الأنسجة الظاهرية فإن هذا الجيب يصبح محاطاً بالجيب الظاهري بدلاً من الارتباط الظاهري. لحدوث هذا الجيب يصبح العمق 4مم أو أكثر ومن الممكن ملاحظته سريرياً. في هذه الحالة فإن معظم الألياف اللثوية تُدمر بشكل غير رجعي أي لا تعود إلى وضعها الطبيعي. من الضروري تحديد العمق للجيب الداعم للسن بشكل صحيح لتشخيص المرض اللثوي بشكل سليم.
على عكس الحالات الصحية السليمة فإن أجزاء من الأخدود الظاهري من الممكن أن تكون ظاهرة، وإذا دخل الهواء على الجيب الداعم للسن فإنه يعمل على إظهار أجزاء من الجذر.
الجيب الداعم للسن يصبح مكانا للالتهابات وتكوين الخراج (صديد) على سطح اللثة، لذا يجب العمل على تنظيف الخراج والتخلص منه، واستخدام المضادات الحيوية لتقليل حدوث الالتهابات.
من الممكن تصنيف الجيوب الداعمة للسن إلى: فوق عظمية أو تحت عظمية، بناءً على عمقها بالرجوع إلى العظم الذي يحوي السن.

## الموصل المخاطي اللثوي
هو عبارة عن تدمير للثة بحيث يصنع فجوة تصل إلى الحد الفاصل بين اللثة الملتصقة والنسيج الرخو، وهذا يعمل على تدميرالموصل المخاطي اللثوي.

## وصلات خارجية
- Microflora and periodontal disease, Dent Res J (Isfahan). 2012 December; 9(Suppl 2): S202–S206, Luca Scapoli, et al. at http://www.ncbi.nlm.nih.gov/pmc/articles/PMC3692174/